# Marcel Maassen
Marcel Armand Pierre Maassen (Geleen, 17 augustus 1965) is een Nederlandse schrijver en journalist.

## Biografie
Maassen groeide op in Lindenheuvel, de voormalige mijnwerkerskolonie in Geleen. In 1983 ging hij Nederlandse Taal- en Letterkunde studeren aan de Radboud Universiteit in Nijmegen. Tijdens zijn studie schreef hij zijn eerste roman Cel waarvoor hij tevergeefs een uitgever trachtte te vinden. Deze mislukking beschrijft hij in zijn debuutroman Blauwe damp die in 1994 verscheen bij SUN uitgeverij. Zijn debuut werd overwegend lovend ontvangen.
Hij publiceerde vervolgens korte literaire verhalen in de tijdschriften Parmentier en De Biels, schreef voor het literaire schaatstijdschrift Zwart ijs en leverde een bijdrage aan de bundel Huiswaarts reizende, jonge schrijvers over hun geboortegrond (Kwadraat, 1996). Ook schreef hij beschouwend proza, onder andere over de stijl van Willem Elsschot voor Bzzlletin.
Het sportjournalistieke boek Betaalde liefde dat hij in 1998 publiceerde, over de commercie in het voetbal, bracht hem in contact met Frans Oosterwijk die bezig was voetbalmaandblad Johan (2000-2005) op te richten. Maassen werd vaste medewerker en schreef maandelijks columns en verhalen voor het blad.
In 2001 publiceerde Maassen zijn tweede roman Mantelwater die zeer lovend werd besproken door Arjan Peters in de Volkskrant maar verder volstrekt onopgemerkt bleef. Teleurstelling over het feit dat hij door de literaire kritiek werd genegeerd, deed hem ertoe besluiten ‘voorlopig’ geen literaire fictie meer te publiceren.
In 2006 schreef hij wel Taboe, 100 gevoelens waarvoor Nederlanders zich schamen, in samenwerking met Frans Oosterwijk. Dit boek was gebaseerd op onderzoek van TNS NIPO naar alles wat volgens de Nederlanders niet deugde. Maassen werkte samen met Endemol aan de totstandkoming van de televisieshow Het Grootste Taboe die door de KRO op  25 oktober 2006 werd uitgezonden. De show werd gepresenteerd door Anita Witzier en Sven Kockelmann en Maassen vervulde de rol van de onderzoeker en deskundige die de uitkomsten in het programma duidde.
In de jaren die volgden, publiceerde hij met enige regelmaat journalistieke verhalen voor onder andere Volkskrant Magazine, Linda Man, Playboy en Omroep Human. Samen met Jan Heemskerk voerde hij de hoofdredactie over het online magazine Meneren. Van 2010 tot 2014 was hij raadslid in de gemeente Wijdemeren waar hij woont.
Meer en meer legde hij zich toe op het schrijven en vloggen over eten. Hij lanceerde een YouTube-kanaal, de website Ons Lievelingsgerecht (samen met Jan Heemskerk) over de lievelingsgerechten van bekende en onbekende Nederlanders en hij werd het BBQ-gezicht van een grote online slager waarvoor hij tal van video’s en blogs maakte over alles wat met het moderne barbecueën te maken heeft. Maassen werd een bekend gezicht op TikTok, zonder dat hij zelf ooit een blik op het platform had geworpen.
Zijn comeback als boekenschrijver volgde in 2023 met de literaire non-fictie best seller Wat mama niet vertellen kon. In dit boek gaat hij op zoek naar het verleden van een getraumatiseerde moeder die tot haar dood haar ware identiteit en geschiedenis voor iedereen verzweeg, ook voor haar eigen dochter. Het boek stond wekenlang op de eerste plaats in de Storytel Top 50 en werd in juli 2024 in een mid price edition opnieuw uitgegeven onder de titel De hete adem van Stalin.
Maassen heeft het schrijverschap altijd gecombineerd met zijn werk als tekstschrijver, woordvoerder en communicatieadviseur. In 1995 richtte hij samen met twee kompanen Einder Communicatie op in Nijmegen. In 2002 stapte hij uit het bedrijf. Van 2004 tot 2011 werkte bij bij TNS NIPO en sindsdien werkt hij voor organisatieadviesbureau Leeuwendaal.

## Trivia
In het boek Wat mama niet vertellen kon (2023) is Maassen samen met Cyrilla van der Donk, die hij al 35 jaar kent, op zoek naar het verleden van haar moeder. Deze zoektocht leidde tot een liefdesrelatie. Enkele maanden na het verschijnen van het boek traden zij met elkaar in het huwelijk.